# Gutturu Caddi
Das Brunnenheiligtum von Gutturu Caddi (oder der Heilige Brunnen von Riu di Saliu oder Riu Sabiu) ist eine aus horizontalen, isodomen Quaderschichten bestehende Struktur der Nuraghenarchitektur. Es liegt etwa 6,0 km nördlich von Guasila in der Metropolitanstadt Cagliari auf Sardinien und diente in der frühen Eisenzeit dem Wasserkult der Nuraghenkultur.
Der Brunnen liegt am Fuße einer Schlucht, die von steilen Hängen begrenzt wird und von dem kleinen, nur saisonal Wasser führenden Bach Riu Saliu durchflossen wird. Der Brunnen ist Teil einer Nuraghensiedlung, die die Reste eines zweiten Brunnens, einige Rundhütten und ein rechteckiges Gebäude umfasst. Der Brunnen ist im Grundriss rund (außen 4,7 m innen 3,1 m). Die Resthöhe beträgt vom Boden aus 1,32 m. Er besteht aus einer doppelt verkleideten Wand aus lokalem Sandstein, deren innerer Bereich gut erhalten ist. Vier Steinreihen des Beckens und drei T-förmige Segmente der Außenseite sind auf der Westseite sichtbar. An der direkt auf dem natürlichen Felsen gelegenen unteren Steinreihe ist es möglich, die Gründung des Beckenfundaments zu sehen.

Gutturu Caddi
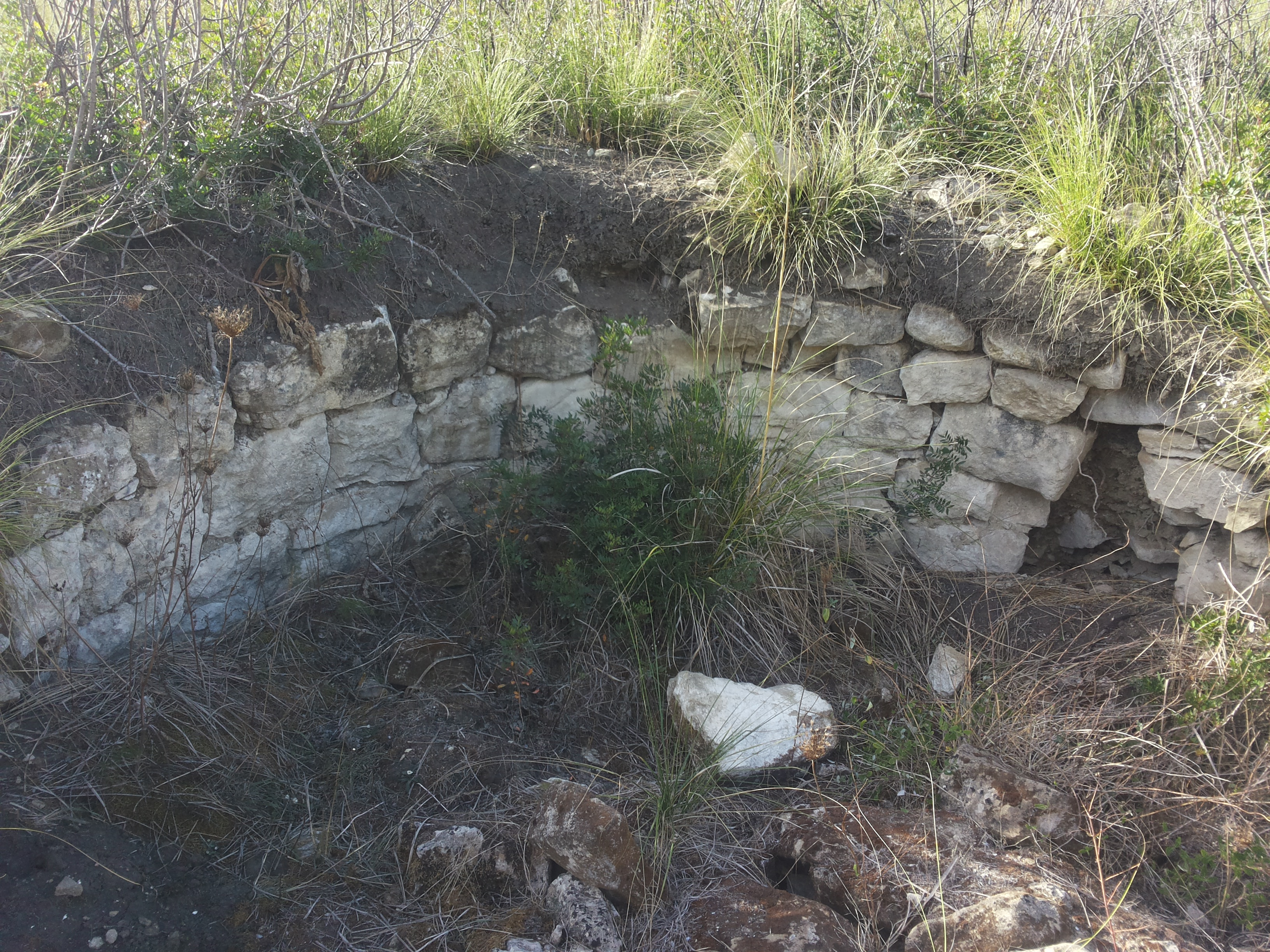
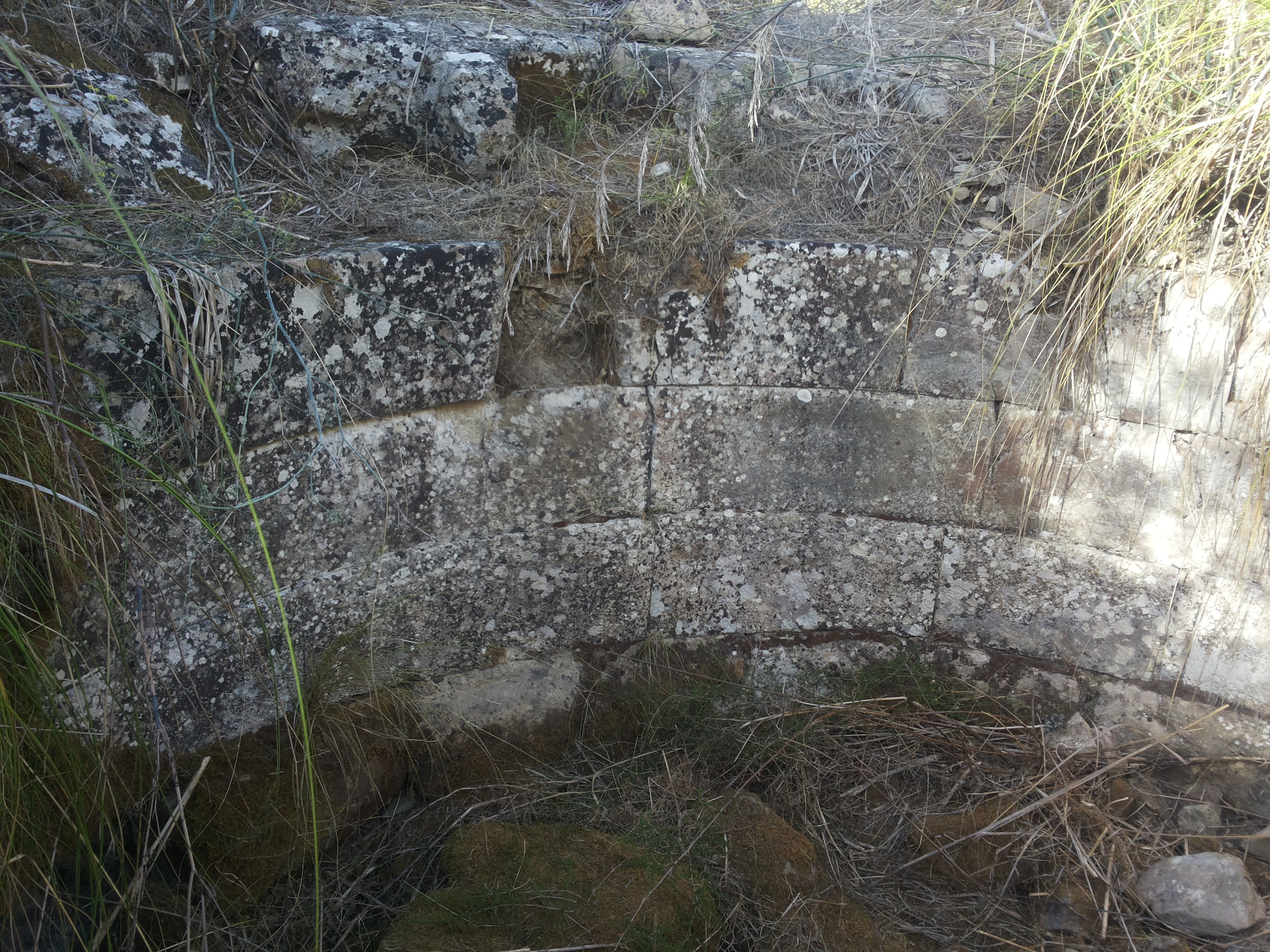
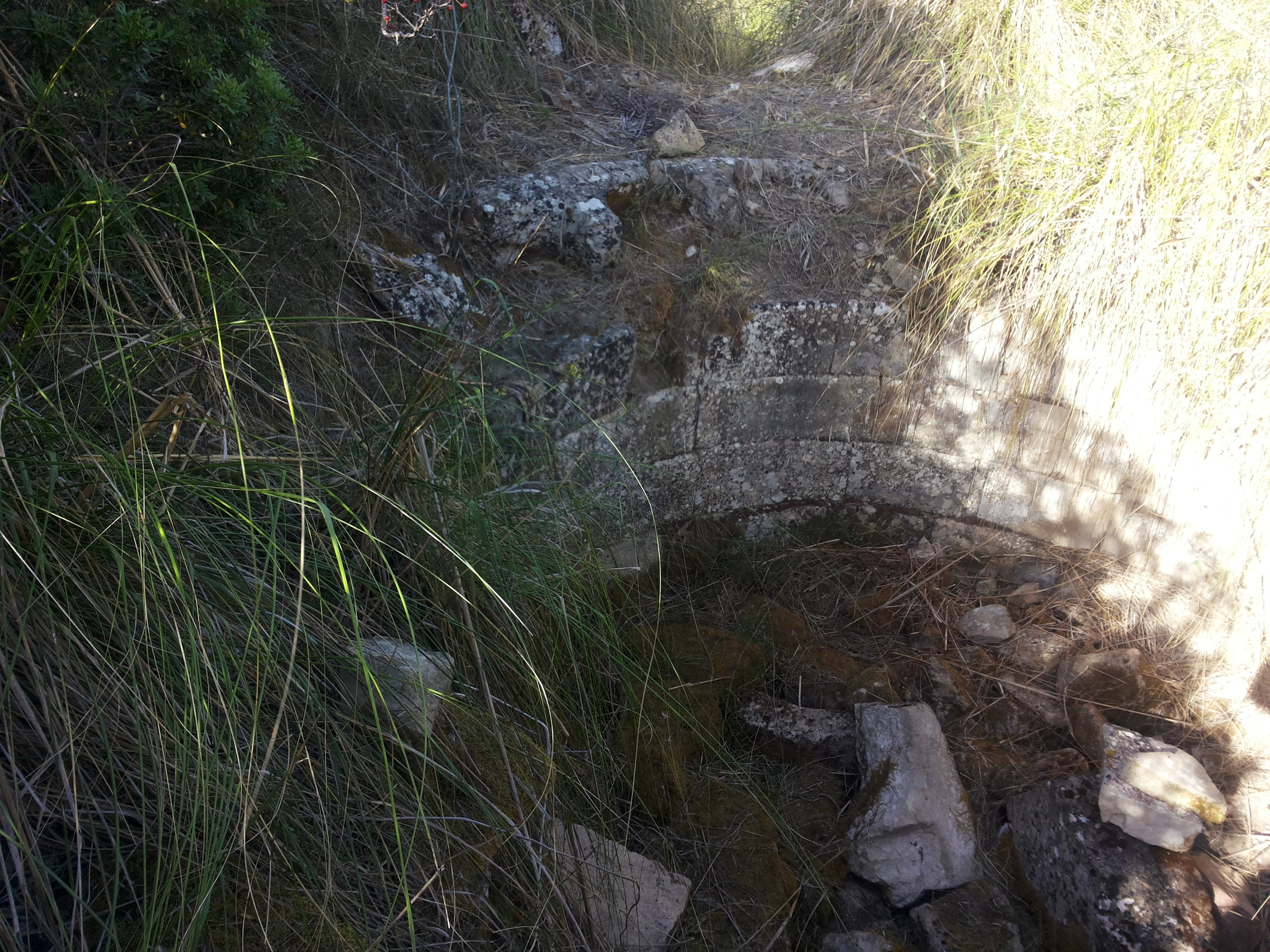

Aufgrund des schlechten Zustands der Stätte und der illegalen Ausgrabungen ist es nicht mehr möglich, ein Treppenhaus, wie es bei anderen Gebäuden dieser Art auf der Insel vorhanden ist, nachzuweisen.
Die Architektur von Gutturu Caddi weist Analogien mit konstruktiven Lösungen wie dem Brunnen von Predio Canopoli in Perfugas, dem Brunnen in der Nuraghensiedlung vom Monte Sant’Antonio in Siligo und Santa Vittoria in Serri auf.